# Pan troglodytes troglodytes
El chimpancé común central (Pan troglodytes troglodytes) es una subespecie de Pan troglodytes (chimpancé común), el animal viviente más parecido a los humanos, junto con el bonobo. Vive mayoritariamente en Gabón, Camerún, y la República del Congo, pero también en otras regiones.

## Etimología
Pan proviene de la divinidad de los campos y los bosques de la mitología griega, Pan. Troglodytes viene del griego y significa cueva, fue acuñado por Johann Friedrich Blumenbach en su Handbuch der Naturgeschichte (Manual de Historia Natural) publicado en 1779.

## Distribución y hábitat
El chimpancé común central vive en África central, principalmente en Gabón. Camerún y la República del Congo, pero también en la República Centroafricana, Guinea Ecuatorial, el exclave de Cabinda, el sureste de Nigeria y (posiblemente) la costa de la República Democrática del Congo aunque en menor medida. Su gama se extiende al norte del Río Sanaga en el Camerún, al este de la Río Ubangi que define la frontera entre los dos Congos, y al sur hasta el Río Congo, que define gran parte de la misma frontera.
Estos chimpancés se encuentran predominantemente en bosque húmedo tropical y sabana, así como la bosques de sabana mosaico, donde estos dos biomas se encuentran a partir de 3000 m nivel del mar.

## Conservación
En 2007 la Unión Internacional para la Conservación de la Naturaleza (UICN) clasifica al chimpancé común central como especie amenazada. En 1988 se les consideraba "Vulnerables", pero han sido consideradas "en peligro" desde 1996. El World Wildlife Fund (WWF) estima que en todo el mundo hay menos dw 115,000 individuos, pero el número es más probable que esté entre 47.000 y 78.000. El chimpancé común central sólo tiene poblaciones grandes y robustas, donde grandes cantidades de bosque se dejan intactas, las poblaciones aisladas siguen estando tambiéntas. Según la UICN, la disminución de la población del chimpancé común central se espera que continúe por otros 30 años.
Las principales amenazas a las poblaciones chimpancé común central incluyen la fiebre hemorrágica del Ébola, la caza furtiva de carne, la destrucción del hábitat y el comercio ilegal. El IUCN attribuye esto al crecimiento de la presencia humana (agricultura, deforestación, desarrollo) e inestabilidad política.
Debido a su íntima relación genética con los seres humanos, estos chimpancés son vulnerables a los virus que afectan a los seres humanos, como el ébola, el resfriado común, gripe, neumonía, tos ferina, sarampión, fiebre amarilla, VIH, y podrá contratar otros parásitos, enfermedades como el esquistosomiasis, tuberculosis, filariasis, giardiasis y salmonelosis.

## Relación con el HIV-1
Dos tipos de virus de inmunodeficiencia humana (VIH) infectan a los humanos: VIH-1 y VIH-2. El VIH-1 es el más virulento y se transmite fácilmente, y es la fuente de la mayoría de las infecciones por VIH en todo el mundo, el VIH-2 está restringido al oeste de África. Ambos virus se originaron en el oeste de África, trasmitiéndose probablemente de primates a humanos. El VIH-1 ha evolucionado de un virus de inmunodeficiencia en simios (VIS) encontrado en el chimpancé común central. Kinshasa, en la República Democrática del Congo, tiene la mayor diversidad genética del VIH-1 descubierto hasta ahora, lo que sugiere que el virus ha estado allí más tiempo que en cualquier otro lugar. El VIH-2 se encuentra en los mangabeyes grises (Cercocebus atys) de Guinea-Bissau.